# 神轎

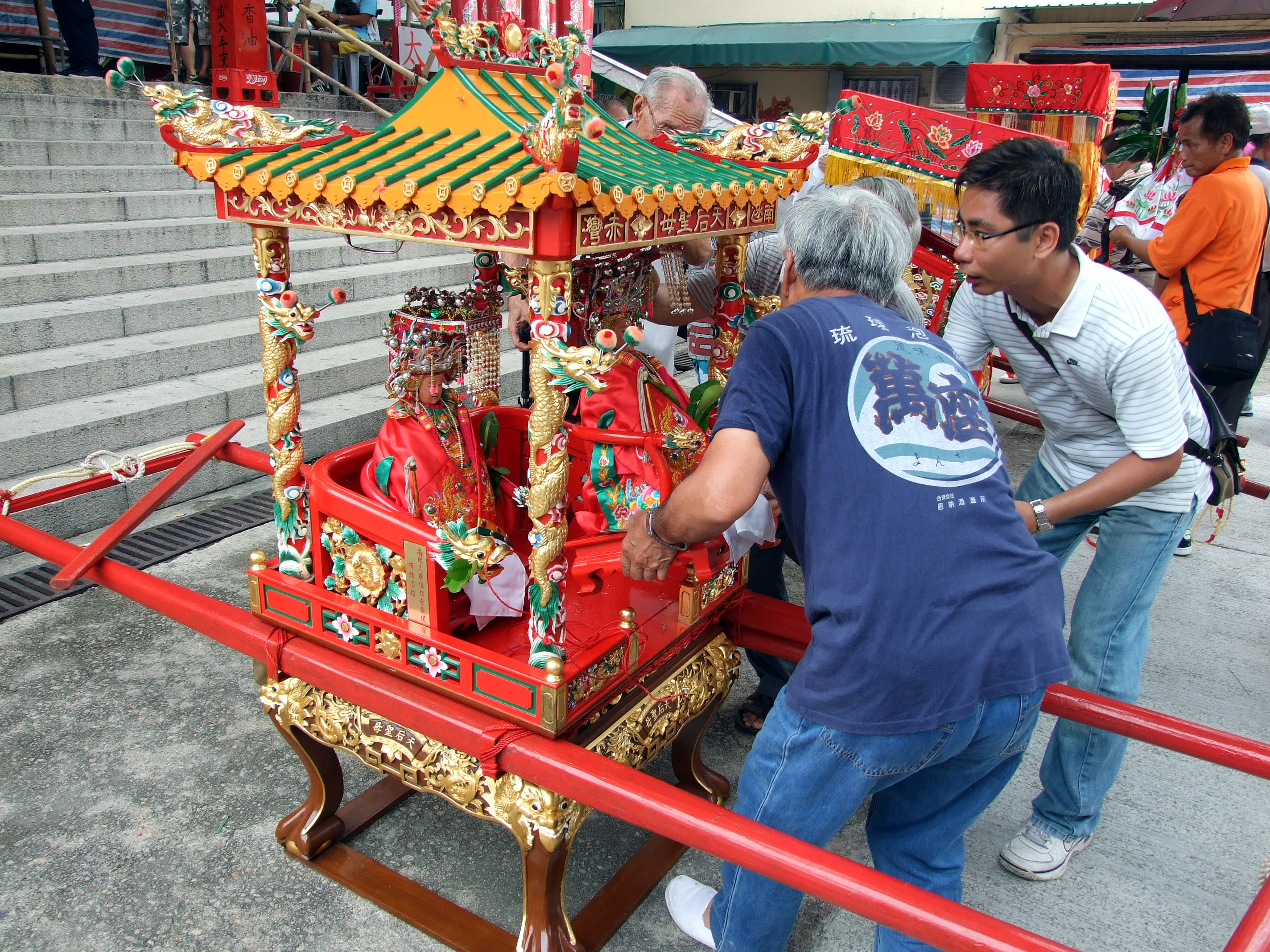
長洲太平清醮中載著神像的神轎。

神轎是東亞傳統宗教中神明所坐的轎。當聖駕巡遊時，人們會把神像請到神轎上，再由人抬神轎出巡。